# 内藤伝禄
内藤 伝禄（ないとう でんろく、1883年8月29日 - 1952年11月22日）は、日本の政治家。衆議院議員（1期）。

## 経歴
愛知県出身。1904年、愛知県立第一中学校(現・愛知県立旭丘高等学校)卒。のちに経済学を専攻する。内海町(現・南知多町)会議員、愛知県会議員、知多銀行重役、愛知県有恒会長、知多郡信用購買販売組合連合会会長、尾三農工銀行、愛知実業銀行各頭取、名古屋商業会議所議員、中央製糸、東亜キネマ各(株)取締役となる。
1918年の衆議院愛知県郡部の補欠選挙において憲政会公認で立候補して当選した。衆議院議員を1期務め、1920年の第14回衆議院議員総選挙には立候補しなかった。1952年死去。